# Lijst van afleveringen van Law & Order: Special Victims Unit (seizoen 8)
Dit artikel vat het achtste seizoen van Law & Order: Special Victims Unit samen.

## Hoofdrollen
- Christopher Meloni - rechercheur Elliot Stabler
- Mariska Hargitay - rechercheur Olivia Benson
- Richard Belzer - rechercheur John Munch
- Ice-T - rechercheur Fin Tutuola
- Dann Florek - hoofd recherche Donald Cragen
- Diane Neal - assistente officier van justitie Casey Novak
- Tamara Tunie - dr. Melinda Warner
- BD Wong - dr. George Huang

## Terugkerende rollen
- Connie Nielsen - rechercheur Dani Beck
- Michael Weston - Simon Marsden
- Joel de la Fuente - forensisch onderzoeker Ruben Morales
- Mike Doyle - forensisch onderzoeker Ryan O'Halloran
- Jill Marie Lawrence - Cleo Conrad
- Caren Browning - Judith Siper
- Isabel Gillies - Kathy Stabler
- Erin Broderick - Maureen Stabler
- Allison Siko - Kathleen Stabler
- Patricia Cook - Elizabeth Stabler
- Jeffrey Scaperrotta - Dickie Stabler
- Peter McRobbie - rechter Walter Bradley
- Joanna Merlin - rechter Lena Petrovsky
- Judith Light - rechter Elizabeth Donnelly
- Patricia Kalember - rechter Karen Taten
- David Lipman - rechter Arthur Cohen
- Peter Gerety - rechter Peter Harrison

## Afleveringen
| Aflevering | Titel         | Schrijver         | Regie                       | Uitzenddatum VS   | Selectie gastrollen |
| --- | ------------- | ----------------- | --------------------------- | ----------------- | --- |
| 1. | Informed      | Dawn DeNoon       | Peter Leto                  | 19 september 2006 | Marcia Gay Harden - FBI agente Dana Lewis Kristen Bush - Haley Kerns Alan Campbell - Mitchell Hissam Ebon Moss-Bachrach - Justin                                                                                           |
| Als een jonge vrouw zich meldt bij de spoedeisende hulp van een ziekenhuis blijkt dat zij flink geslagen is en haar hoofd is kaal geschoren. Zij heeft ook verwondingen door seksueel geweld en zij eist een morning-afterpil en weigert een onderzoek voor verkrachting. Nadat zij het ziekenhuis verlaat en naar huis gaat zoekt Benson haar op en wil haar overhalen om toch onderzoek te laten doen. Zij weigert dit nog steeds en Benson besluit hierop om haar slipje stiekem mee te nemen voor DNA-onderzoek. Benson en Stabler gaan praten met collega's van haar bij een coöperatie waar zij werkt om zo erachter te komen wie haar aangevallen heeft. Dan wordt zij ineens vermist en een FBI-agente komt hen helpen, zij heeft informatie over het slachtoffer. Het blijkt dat zij lid is van een terrorismegroep. Benson gaat undercover in deze groep om zo een bomaanslag te voorkomen. |               |                   |                             |                   | |
| 2. | Clock         | Dawn DeNoon       | Peter Leto                  | 26 september 2006 | Gregory Harrison - Nathan Speer Betsy Hogg - Janey Speer Deborah Raffin - Maia Graves Larry Pine - advocaat Van Allen Betty Buckley - advocate Walsh                                                                       |
| Tijdens een uitstapje van een schoolklas worden er ineens twee leerlingen vermist. Nu Benson weg is gaat Stabler samen met Fin op onderzoek uit. Hun onderzoek neemt een onverwachte wending als blijkt dat een van de vermiste leerlinge lijdt aan syndroom van Turner, dit maakt dat zij eruitziet als twaalf terwijl zij in werkelijkheid zeventien is. Zij wordt gevonden bij haar vriend, een oudere man die een legale manier heeft gevonden om seks te hebben met een meisje dat op een twaalfjarige lijkt. De familie van het meisje dagen de man voor de rechtbank om hier een eind aan te maken, maar ze kunnen niets aan deze situatie doen omdat zij allebei volwassen zijn. Als de rechtbank uiteengaat ontmoet Stabler zijn nieuwe partner, rechercheur Dani Beck. |               |                   |                             |                   | |
| 3. | Recall        | Jonathan Greene   | Juan José Campanella        | 3 oktober 2006    | James Naughton - Charlie Moss Leslie Caron - Lorraine Delmas Charles Shaughnessy - Martin Trenway Robin Weigert - Heather Stark Lily Rabe - Nikki                                                                          |
| Als een vrouw verklaart dat zij verkracht is door een bekende advocaat gaan Stabler en Beck op onderzoek uit. Tijdens het onderzoek maken Stabler en Cragen zich zorgen over Beck en haar fanatieke werkwijze. Als een andere vrouw ook verklaard dat zij verkracht is door deze man moeten de rechercheurs de verdachte oppakken en aanklagen voor de rechtbank. De getuigenis van de tweede vrouw wordt ontkracht door de verdediging en het lijkt erop dat de verdachte zijn straf ontloopt. Dan komt er ineens een vrouw naar voren die verklaart dat zij dertig jaar geleden ook verkracht is door de verdachte. Zij kan dit bewijzen door de jurk die zij toen aanhad en bewaard heeft. |               |                   |                             |                   | |
| 4. | Uncle         | Dawn DeNoon       | David Platt                 | 10 oktober 2006   | Timothy Adams - Brent Allen Banks Ali Reza - dr. Rohit Mehta Jerry Lewis - Andrew Munch |
| Als een moeder en dochter verkracht en vermoord gevonden worden gaan Stabler en Beck op onderzoek uit. Zij komen uit bij een dakloze man die verdacht wordt van deze misdaden, het blijkt dat de verdachte, Andrew Munch, een oom is van rechercheur Munch. Op het eerste gezicht komt de verdachte een beetje verward over en laten een medisch onderzoek uitvoeren, hieruit blijkt dat hij lijdt aan pseudo-dementie veroorzaakt door depressie. De rechercheurs hebben eerst hier hun twijfels over maar als zij verder de zaak onderzoeken komen zij uit bij een andere verdachte. Oom Andrew komt er met antidepressiva bovenop en raakt emotioneel betrokken bij de zaak omdat het dochtertje hem eten gaf toen hij dakloos was. Hij praat honderd uit, scheldt de advocaat van de verdachte uit, en verstoort de rechtszitting omdat hij vindt dat de verdachte direct gestraft of gedood dient te worden. Als de verdachte dan ook wegens gebrek aan bewijs wordt vrijgesproken is hij woedend en duwt deze voor de trein. Het blijkt dat de antidepressiva een manische episode hadden veroorzaakt. Oom Andrew wordt ontslagen van rechtsvervolging, maar moet in een kliniek verblijven. Hij weigert echter medicijnen te slikken die hem zouden doen opknappen waardoor hij uit deze kliniek zou worden ontslagen: hij is weer depressief en vindt dat hij het verdient opgesloten te zitten.                                               |               |                   |                             |                   | |
| 5. | Confrontation | Judy McCreary     | David Platt                 | 17 oktober 2006   | Mariette Hartley - Lorna Scarry J. Paul Nicholas - Linden Delroy Michael Kelly - Luke Dixon Matthew Arkin - Barry Carlisle Marin Ireland - Gina Maylor                                                                     |
| Als een aantal vrouwen een paar keer verkracht worden door waarschijnlijk dezelfde dader gaan Stabler en Beck op onderzoek uit. Zij krijgen een meningsverschil over het helpen van een slachtoffer die nu in angst leeft. Zij komen erachter dat de dader van plan was om geselecteerde vrouwen zwanger te maken. Om de dader achter de tralies te krijgen proberen zij een slachtoffer zover te krijgen om een vlokkentest te ondergaan. Dit stuit de echtgenoot tegen de borst, omdat hij niet wil weten dat hij misschien niet de biologische vader is. De moeder gaat uiteindelijk akkoord en het kind was inderdaad van de verkrachter: een ontslagen doorgedraaide biochemicus die een genetisch ´meesterras´ wilde creëren. De dader wordt hierop veroordeeld, maar de echtgenoot is gebroken. |               |                   |                             |                   | |
| 6. | Infiltrated   | Dawn DeNoon       | David Platt                 | 31 oktober 2006   | Vincent Spano - FBI agent Dean Porter Debra Jo Rupp - Debra Hartnell Charles Martin Smith - sheriff Bartley |
| Novak moet tegen haar zin Benson terughalen van haar undercoveropdacht bij de FBI om te getuigen voor de rechtbank in een zaak van een verkrachte vrouw. Benson, nu als Persephone James, is ondertussen druk bezig met haar undercoverzaak in een linkse milieubeweging. Zij en een paar medestanders zijn gewond geraakt toen de politie hen oppakte bij een protestactie. Benson wordt weer vrijgelaten maar wordt door de politie verder ondervraagd over een moordzaak waar volgens de politie de milieubeweging meer van weet. Hierop bekend zij wie zij werkelijk is en stapt uit de undercoverzaak om de moordzaak te onderzoeken. Ondanks de tegenwerking van de vrouw van de vermoorde man, ontdekt zij wie hij in werkelijkheid was, een pedofiel. De pedofiel had onder zijn garage een verborgen kelder, die hij gebruikte voor ontvoerde kinderen. De plaatselijke politie vindt vingerafdrukken van twee mensen, van de pedofiel en van een meisje dat al zeven jaar wordt vermist. Benson, die zich er nog niet van bewust is dat Novak haar terug wil hebben, hoort van de FBI dat zij niet meer undercover hoeft in de milieubeweging en besluit dan de plaatselijke politie te helpen met de speurtocht naar het vermiste meisje. Het meisje wordt gevonden en blijkt te lijden aan het stockholmsyndroom. Benson gaat terug naar New York en is dan nog net op tijd om te getuigen in de verkrachtingszaak.                        |               |                   |                             |                   | |
| 7. | Underbelly    | Amanda Green      | Jonathan Kaplan             | 14 november 2006  | Joe Grifasi - Hashi Horowitz Michael Kenneth Williams - Victor Bodine Charlie Ray - Belinda Holt Victor Slezak - Blake Peters                                                                                              |
| Drie vermoorde meisjes worden met elkaar in verband gebracht door eenzelfde tatoeage op hun onderrug. Stabler en Beck gaan op onderzoek uit en zij komen uit bij een illegaal prostitutienetwerk. De pooier van dit netwerk wordt gezien als de belangrijkste verdachte. De rechercheurs moeten nu proberen om een jong meisje dat als prostituee voor de pooier werkt zover te krijgen dat zij tegen hem getuigt. Benson komt op bezoek bij Cragen en deelt hem mede dat zij nog niet terugkeert nadat zij heeft gezien hoe goed Stabler met Beck samenwerkt. |               |                   |                             |                   | |
| 8. | Cage          | Patrick Harbinson | David Platt                 | 21 november 2006  | Viola Davis - Donna Emmett Linda Powell - Lauren White Elle Fanning - Eden Margo Martindale - Rita Gabler Leo Burmester - Bud Gabler                                                                                       |
| Stabler en Beck onderzoeken een auto-ongeluk waarbij twee pleegkinderen en een chauffeur, die pas ontslagen was als pleegouder, betrokken zijn. De zaak leidt de rechercheurs naar twee pleegouders die een schimmig adoptiebureautje leidden en een dokter die de pleegouders via de telefoon met de controversiële therapie holdingtherapie begeleidde. Het bureautje blijkt kinderen en ouders niet te screenen en het lijkt de eigenaren vooral om het geld te doen, ze werken vooral met probleemkinderen uit drugsgezinnen die ze slecht behandelen en zo snel mogelijk willen plaatsen. De rechercheurs gaan dieper in de zaak en ontdekken een gruwelijk geheim, het blijkt dat de kinderen zwaar werden mishandeld en dat een meisje, Rose, aan de holdingtherapie was overleden. Een van de pleegkinderen, Eden, hecht zich erg aan Beck. Omdat zij de enige is die kan getuigen over de mishandelingen (alle andere kinderen durven niet te praten of zijn te getraumatiseerd) laat Beck haar een poosje in haar appartement blijven. Dat blijkt een slecht besluit, het kind is diep getraumatiseerd en sticht brand om samen met Beck te kunnen sterven en samen te zijn. Dit wordt te veel voor Beck, waarna zij besluit de Special Victims Unit te verlaten. Door het wegvallen van deze getuige kan slechts dood door schuld ten laste worden gelegd en krijgen de ouders ieder 2 jaar celstraf: een tik op de vingers maar meer niet. |               |                   |                             |                   | |
| 9. | Choreographed | Paul Grellong     | Peter Leto                  | 28 november 2006  | Bob Saget - Glenn Cheales Catherine Bell - Naomi Cheales Chris Sarandon - Wesley Masoner |
| Als het lichaam van een vrouw wordt ontdekt met een mysterieuze oorzaak van overlijden gaat Stabler op onderzoek uit. Hij begint met zijn onderzoek met het ondervragen van de man van het slachtoffer, en twee vrienden die de man komen condoleren. Het onderzoek leidt Stabler in een wereld van drugs, ontrouw en een nauwgezet uitgewerkt plan wat iedereen beïnvloed in de groep. Ondertussen ontdekt Stabler dat Benson weer terug is op de afdeling en dat zij weer aan elkaar gekoppeld worden. |               |                   |                             |                   | |
| 10. | Scheherazade  | Amanda Green      | David Platt                 | 2 januari 2007    | Brian Dennehy - Judson Tierney Paget Brewster - Sheila Tierney John Doman - Mike Mollinax |
| Een priester vraagt Stabler of hij een stervende man kan opzoeken omdat hij iets op wil biechten. Hij en Benson zoeken hem op en komen erachter dat hij een terminale kankerpatiënt is en een oude misdaad wil opbiechten. De rechercheurs onderzoeken wat hij dan gepleegd heeft, het blijkt een zaak te zijn van 47 jaar geleden. De stervende man was verantwoordelijk voor 21 bankovervallen, moord en ontvoering. Hij smeekt de rechercheurs of zij zijn dochter willen opzoeken en vragen of zij hem nog wil zien voordat hij sterft. Zijn dochter wijst dit verzoek resoluut af maar op zijn sterfmoment zit zij toch langs zijn zijde. |               |                   |                             |                   | |
| 11. | Burned        | Judy McCreary     | Eriq La Salle               | 9 januari 2007    | Blair Underwood - Miles Sennet Tiffany Evans - Tessa Sennet Michael Michele - Valerie Sennet Maureen Mueller - Ms. Jenner                                                                                                  |
| Een voormalige drugsverslaafde wordt verdacht van verkrachting van zijn vrouw en Benson en Stabler gaan op onderzoek uit. Hij mag momenteel alleen zijn dochter zien onder toeziend oog van een medewerkster van de kinderbescherming omdat hij en zijn vrouw verwikkeld zijn in een felle echtscheiding. De rechercheurs komen terecht in een welles-nietes spelletje en weten niet wie zij moeten geloven. Benson is bang dat Stabler zijn eigen emoties mee laat spelen omdat hijzelf ook in een scheiding ligt. |               |                   |                             |                   | |
| 12. | Outsider      | Paul Grellong     | Arthur W. Forney            | 16 januari 2007   | Ernest Waddell - Ken Randall Navid Negahban - dr. Rankesh Chanoor Sakina Jaffrey - Geeta Chanoor Pooja Kumar - Debi Chanoor Kal Penn - Henry Chanoor                                                                       |
| Als er twee vrouwen worden verkracht, mishandeld en gewurgd gaat Fin op onderzoek uit. Hij wordt geholpen door een rechercheur uit Brooklyn die een vergelijkbare zaak heeft. Het onderzoek leidt hen naar een succesvolle familie waarvan de vader zijn zoon heeft onterfd omdat hij in zijn ogen niets voorstelt. |               |                   |                             |                   | |
| 13. | Loophole      | Jonathan Greene   | David Platt                 | 6 februari 2007   | Anne James - dr. Jane Larom Peter Riegert - Chauncey Zeirko James Naughton - Charlie Moss Wayne Duvall - Seth Milsted Karen Olivo - Jennifer Benitez                                                                       |
| Benson krijgt een anonieme brief die haar leidt naar een appartement waar foto's verborgen liggen met kindermisbruik. Als Benson de bewoner wil arresteren van het appartement die tevens de beheerder is van het appartementencomplex komt zij erachter dat er pesticiden getest wordt op mensen in het complex. Als Benson twee bewoners wil redden nadat de bewoners blootgesteld zijn komt zij zelf ook in aanraking met de pesticiden en raakt gewond. Ondanks de gevaren van het testen van pesticiden horen zij van een official dat het testen van pesticiden legaal is. Novak wil toch de directeur van een farmaceutisch bedrijf en zijn advocaat aanklagen omdat zij de regels van de Environmental Protection Agency overtreden zouden hebben wat betreft het testen van pesticiden op mensen. |               |                   |                             |                   | |
| 14. | Dependent     | Ken Storer        | Peter Leto                  | 13 februari 2007  | Robert John Burke - hoofd interne zaken Ed Tucker Emily VanCamp - Charlotte Truex Seamus Davey-Fitzpatrick - Tommy Truex Cary Elwes - Sidney Truex                                                                         |
| Als een insluiper een maffia advocaat, zijn vrouw en zoon aanvalt waarbij de vrouw overlijdt gaan Benson en Stabler op onderzoek uit. Zij ondervragen de dochter van de advocaat maar zij kan niets meer van de nacht herinneren omdat zij zeer dronken was op een feest. De advocaat bezweert dat hij zijn dochter heeft gezien in het huis tijdens de aanval. Als de vriend van de dochter komt te overlijden in hechtenis, wordt Stabler aangeklaagd voor zijn dood vanwege overmatig geweld. |               |                   |                             |                   | |
| 15. | Haystack      | Amanda Green      | Peter Leto                  | 20 februari 2007  | David Thornton - Lionel Granger Linda Powell - Lauren White Ashley Williams - Laura Kozlowski Pablo Schreiber - Dan Kozlowski Dana Ashbrook - Paddy Kendall Jack O'Connell - George Kendall Marian Seldes - Peggy Kendall  |
| Een fanatieke journalist beschuldigt een moeder van ontvoering en poging tot doodslag op haar baby op televisie. Dit is te veel voor de moeder en deze pleegt hierop zelfmoord. Benson en Stabler gaan onderzoeken of er iemand aangeklaagd kan worden voor deze zelfmoord en beginnen hun onderzoek. Hun onderzoek wijst uit dat de baby was ontvoerd door iemand anders, waarschijnlijk door de biologische vader. |               |                   |                             |                   | |
| 16. | Philadelphia  | Patrick Harbinson | Peter Leto                  | 27 februari 2007  | Mary Stuart Masterson - dr. Rebecca Hendrix Kim Delaney - Julia Millfield Michael Weston - Simon Marsden Rob David - Bobby Trapido Gregory Alan Williams - rechercheur Folkner                                             |
| Benson vindt haar biologische broer in New Jersey maar ontdekt al snel dat hij verdacht wordt van verkrachting door het hoofd van recherche daar. Zij is toch vastbesloten om hem te leren kennen en dit zet de relatie met Stabler onder druk. Ondertussen moeten zij op het thuisfront twee mannelijke verkrachters vinden die andere mannen verkrachten. Benson heeft het moeilijk om zich op deze zaken te concentreren en laat daarom ook wat steken vallen wat de zaak in gevaar brengt. |               |                   |                             |                   | |
| 17. | Sin           | Patrick Harbinson | George Pattison             | 27 maart 2007     | John Cullum - Barry Moredock Tim Daly - priester Jeb Curtis Kathy Baker - Hannah Curtis Corey Sorenson - Paul Curtis Amie Tedesco - Lucy Curtis                                                                            |
| Als een mannelijke prostituee wordt vermoord gaan Benson en Stabler op onderzoek uit. Het onderzoek onthult dat het slachtoffer een relatie had met een priester die met extreme intolerantie preekte tegen homoseksualiteit. Hij wordt al snel de hoofdverdachte voor deze moord, totdat zijn vrouw een band levert met daarop een conversatie tussen de priester en het slachtoffer. |               |                   |                             |                   | |
| 18. | Responsible   | Allison Intrieri  | David Platt Yelena Lanskaya | 3 april 2007      | Linda Powell - Lauren White Laura Leighton - Lillian Rice Sarah Drew - Becca Rice Hunter Parrish - Jordan Owens |
| Als een student de dood vindt na veel drankgebruik gaan Benson en Stabler op onderzoek uit. Zij komen in een wereld van drankgebruik door minderjarigen en komen tot ontdekking dat zij de drank krijgen van een moeder Lillian Rice. De moeder levert niet alleen de drank maar heeft ook seks met een vriend van haar dochter Becca. Omdat de kinderen, aangemoedigd een bevoorraad door mevrouw Rice, ondanks een rechterlijk verbod toch blijven drinken, krijgt de vriend een dodelijk ongeluk samen met een vriendin. Dan blijkt dat ook dochter Becca zwaar aan de drank is, hetgeen door haar moeder oogluikend werd toegestaan. Pesten blijkt het onderliggende probleem, en toen Becca´s moeder drank uitdeelde was Becca ineens populair. Justitie roept Becca op als getuige in de zaak tegen haar moeder en als de advocaat van mevrouw Rice Becca de grond inboort tijdens het kruisverhoor breekt er wat in Lillian Rice en geeft ze toe dat het allemaal haar schuld is: zij heeft Becca laten drinken en de kinderen alcohol gegeven resulterend in 3 doden en een dochter die lever- en hersenschade heeft opgelopen door het alcoholmisbruik. |               |                   |                             |                   | |
| 19. | Florida       | Jonathan Greene   | David Platt                 | 1 mei 2007        | Vincent Spano - FBI agent Dean Porter Frankie Faison - FBI agent Tom Nickerson Kim Delaney - Julia Millfield |
| Benson hoort van haar halfbroer Simon dat hij onschuldig van een verkrachting waar hij van beschuldigd wordt. Zij ondervindt veel stress door dit gebeuren en reageert dit af op een verdachte en wordt hierdoor geschorst. Tijdens haar schorsing gaat zij op onderzoek uit in de zaak van haar halfbroer en praat met de moeder van Simon, medewerker van zijn vader en het slachtoffer van de verkrachting. Zij begint zich af te vragen of het slachtoffer wel werkelijk verkracht is. Zij gaat dieper in het onderzoek en ontdekt dat Simon een slachtoffer is van een vendetta van een politieagente die in een ontkenning leeft van seksueel misbruik in haar familie. |               |                   |                             |                   | |
| 20. | Annihilated   | Amanda Green      | Peter Leto                  | 8 mei 2007        | Dylan Walsh - Malcolm Royce Kelly Deadmon - Lindsay Royce Lucas Delvasto - Tyler Royce John D'Leo - Drew Royce Shelby Adamowsky - Jennifer Royce                                                                           |
| Als een vrouw vermoord wordt gevonden gaan Benson en Stabler op onderzoek uit. Zij vermoeden dat de moord een professionele aanslag was, omdat haar verloofde doodsbedreigingen ontvangen heeft. Waarschijnlijk omdat hij werkt voor de CIA. Stabler gaat dit verder onderzoeken en dan ontdekt hij dat de man een dubbelleven leidde met twee gezinnen in plaats van werken bij de CIA. Het verdere onderzoek neemt een schokkende wending als de tweede vrouw en zijn kinderen vermoord worden gevonden. |               |                   |                             |                   | |
| 21. | Pretend       | Dawn DeNoon       | David Platt                 | 15 mei 2007       | Barry Bostwick - Oliver Gates Michael Welch - Scott Heston Scott Sowers - Tim Tibor Feldman - dr. Cohen Tim Hopper - Gregory Hensal                                                                                        |
| Als een tiener dood wordt gevonden met weinig kleren en een leren masker gaan Benson en Stabler op onderzoek uit. Zij ontdekken dat zijn beste vriend de dader is en dat de dood gefilmd is. De film toont aan dat hij overleden is na een uit de hand gelopen worstelpartij. De vriend wordt voor de rechtbank gedaagd en schuldig bevonden, maar dan komt ineens de vriendin van het slachtoffer naar voren. Zij raakt gewond door een aanval die geregeld is door de vriend. De zaak neemt een bizarre wending wanneer blijkt dat de vriendin veel ouder is dan zij beweert en dat zij al tien jaar fraude pleegt met de pleegzorg. |               |                   |                             |                   | |
| 22. | Screwed       | Judy McCreary     | Arthur W. Forney            | 22 mei 2007       | John Schuck - hoofd recherche Muldrew Ludacris - Darius Parker Vincent Spano - FBI agent Dean Porter Steven Weber - Matthew Braden Ernest Waddell - Ken Randall Jack McGee - Allan James LisaGay Hamilton - Teresa Randall |
| Darius Parker, de neef van Fin, wordt voor de rechtbank gedaagd voor moord op een vrouw en haar kind. Deze zaak wordt breed uitgemeten in de media en vooral Fin moet het hierin ontgelden. Novak is de openbare aanklager in deze zaak en brengt elke rechercheur van de SVU in het getuigenbankje. Daar worden oude dubieuze zaken opgerakeld zoals dat de dochter van Stabler werd gearresteerd voor rijden onder invloed en het illegale gelddonatie van Benson aan haar halfbroer Simon toen hij nog verdacht werd van verkrachting. Deze zaken doen de rechtszaak tegen Darius geen goed wat betreft de geloofwaardigheid van het rechercheteam. Ondertussen krijgt Stabler nog meer nieuws te verwerken, zijn vrouw is weer zwanger. |               |                   |                             |                   | |